# آرامگاه شماره ۳ آناک
مقبره شماره ۳ آناک، یک آرامگاه اتاقی مربوط به گوگوریو است که در آناک، هوانگهه جنوبی، کره شمالی واقع شده است. این بنا به خاطر نقاشی‌های دیواری و یک نوشته روی سنگ قبر شناخته شده است. این بخشی از مجموعه آرامگاه‌های گوگوریو است. این آرامگاه به خاطر نقاشی‌های دیواری و کتیبه‌هایش شناخته شده است و بخشی از گروه آرامگاه‌های گوگوریو می‌باشد. گمان می‌رود که در سال ۳۵۷ پس از میلاد ساخته شده باشد.
این مکان در سال ۱۹۴۹ کشف شد، در حالی که گنجینه‌های ارزشمندی از آن به سرقت رفته بود، اما نقاشی‌های دیواری آن در وضعیت خوبی قرار داشتند. در سمت چپ ورودی مقبره، کتیبه‌ای ۷ خطی و ۶۸ حرفی در مورد ژنرالی به نام دونگسو وجود دارد که از صاحب مقبره، پادشاه گوگوک وون، محافظت می‌کرد. در سمت راست نیز کتیبه‌ای در مورد ژنرالی وجود دارد که از صاحب مقبره محافظت می‌کرد، اما بیشتر آن قابل مشاهده نیست. این کتیبه از یک سبک مقبره‌سازی منحصر به فرد گوگوریو به نام مالگاکجوجونگ استفاده کرده است.

## ساختار
این یک مقبره سنگی اتاقکی است که از تخته سنگ‌های بزرگ بازالت و سنگ آهک ساخته شده و از جلو به سمت جنوب به یک راهرو، یک اتاق، یک اتاق قدامی و یک اتاق خلفی تقسیم شده است. اتاق قدامی در هر طرف یک اتاق جانبی کوچک دارد که عرض آن را افزایش می‌دهد. در همین حال، اتاق قدامی و اتاق خلفی توسط چهار ستون سنگی هشت ضلعی از هم جدا شده‌اند که به آنها اجازه می‌دهد از طریق یکدیگر دیده شوند و اتاق اصلی یا اتاق خلفی دارای راهرویی ساخته شده از تخته سنگ و ستون‌های سنگی در داخل دیوارهای شرقی و پشتی است. علاوه بر این، سقف هر اتاق یک سقف تخته‌ای است که با قرار دادن سنگ‌های مثلثی در هر یک از چهار گوشه برای باریک کردن فضای سقف دو بار و سپس قرار دادن یک سنگ سرپوش روی آنها ساخته شده است. این قدیمی‌ترین سقف تخته‌ای است که تا به امروز در کره شناخته شده است.

## نقاشی دیواری
این نقاشی دیواری، نگهبانان را بر روی دیوارهای چوبی، یک آشپزخانه، یک کشتارگاه، یک طویله گاو و یک گاراژ در ضلع شرقی اتاق جلویی، زوجی را که در اتاق غربی نشسته‌اند، تصویری از یک نوازنده و یک قبر بر روی دیوار جنوبی اتاق جلویی، نقاشی از یک نوازنده و یک مراسم تشییع جنازه به ترتیب بر روی دیوارهای شرقی و غربی اتاق پشتی و نقاشی از یک مراسم باشکوه بر روی دیوار راهرو به تصویر می‌کشد. در نهایت، محتوای نقاشی دیواری طرحی است که در آن تصویری از این زوج در جلوی اتاق اصلی و در محاصره یک نوازنده و یک مراسم تشییع جنازه، یک آشپزخانه، طویله گاو و اصطبل با خدمتکاران و یک نگهبان در جلوی آن، نقش بسته است. این نقاشی هیچ تفاوتی با بازآفرینی خانه‌های پادشاهان، اشراف و مقامات عالی‌رتبه در طول زندگی آنها ندارد. این نقاشی دیواری به گونه ای نقاشی شده است که اتاق چوبی عریض را با مساحت دیوار ۸۱ متر مربع و مساحت سقف ۵۸ متر مربع پر کند. دیوارهای اتاق چوبی که مساحت کل ۸۱ متر مربع را پوشش می‌دهند، از تخته سنگ‌های بزرگ سنگ آهک صیقل داده شده ساخته شده‌اند و نقاشی‌های دیواری به صورت خطوط مستقیم روی آنها نقاشی شده‌اند. در دیوارهای شرقی و غربی اتاق داخلی، نگهبانانی که از مقبره محافظت می‌کنند، به تصویر کشیده شده‌اند، اما آهک آنها ریخته و به وضوح قابل مشاهده نیستند. در اتاق جلویی، یک تیم تشریفاتی هنرهای رزمی به تصویر کشیده شده است و در اتاق ضلع غربی، صحنه‌ای از شخصیت اصلی داستان که ردای ابریشمی باشکوهی پوشیده، مقامات کشوری و نظامی را رهبری می‌کند، امور دولتی را انجام می‌دهد و میزبان به همراه ندیمه‌هایش به تصویر کشیده شده است. در اتاق ضلع شرقی، یک آشپزخانه، یک چاه، یک آسیاب، یک انبار، یک اصطبل و یک گاراژ به تصویر کشیده شده است. در راهرو، یک صفوف بزرگ به تصویر کشیده شده است که شخصیت اصلی داستان «باکراگوان» پادشاه گوگوریو را پوشیده و سوار بر کالسکه است و حدود ۲۵۰ مقام کشوری و نظامی، موسیقیدان و جنگجو او را همراهی می‌کنند. دونگسو همچنین در سمت چپ به عنوان اسکورت پادشاه گوگوریو به تصویر کشیده شده است.

## ساختن آرامگاه
ساخت اتاق مقبره با تخته سنگ‌های بزرگ را می‌توان در مقبره‌های سلسله هان در شبه جزیره لیائودونگ مشاهده کرد. سقف موزول-ریم، که از ویژگی‌های مقبره‌های گوگوریو است و برای اولین بار در این مقبره می‌بینیم، در مقبره‌های سنگی بزرگ سلسله هان متأخر در جینان، استان شاندونگ نیز دیده می‌شود و ستون‌های سنگی هشت ضلعی نیز در این مقبره جینان وجود دارند و از این نظر که دارای یک دوگونگ در بالای ستون‌ها برای نگه داشتن سنگ سقف هستند، مشابه هستند. سقف‌های موزول-ریم تکنیکی است که در ابتدا در خاور نزدیک پدید آمده است و می‌توانیم ببینیم که قبلاً در قرن سوم از طریق آسیای میانه وارد سرزمین اصلی چین شده بود. خود نقاشی‌های دیواری مقبره نیز در سلسله هان انجام شده است، و به ویژه، در نقاشی‌های دیواری مقبره‌های اولیه گوگوریو مانند مقبره شماره ۳، صاحبان مقبره در اتاقی با پرده نشسته به تصویر کشیده شده‌اند که شبیه مقبره‌های منطقه لیائودونگ است.

## ارزش تاریخی
کتیبه‌ای در این مقبره کشف شد که سال را نشان می‌دهد و «یونگ‌هه ۱۳ سال» سال سلسله جین شرقی است که به معنی ۳۵۷ میلادی است. این بدان معناست که ساکنان چینی سرزمین قدیمی للانگ از طریق تردد دریایی با سلسله جین شرقی در جنوب رودخانه یانگ تسه در ارتباط بودند و از نام سال سلسله جین شرقی استفاده می‌کردند. 
این بنا، گنجینه ملی میراث فرهنگی کره شمالی با شماره ۶۷ است. این یک مقبره نقاشی دیواری گوگوریو از دوره سه پادشاهی است که در اوگوک-ری واقع شده و در سال ۳۵۷ ساخته شده است. نظریه‌ای وجود دارد که می‌گوید این مقبره متعلق به دونگسو است که در زمان سلطنت پادشاه گوگوکوون از گوگوریو در سال ۳۳۶ از لیائودونگ به گوگوریو فرار کر ، بنابراین به آن مقبره دونگسو نیز گفته می‌شود، اما در حال حاضر مشخص است که پادشاه گوگوکوون از گوگوریو صاحب این مقبره است. 

## جنجال بر سر مقبره
تصویر صاحب مقبره بر روی دیوار جلویی اتاقک ضلع غربی نقاشی شده است. صاحب مقبره، که به صورت قائم روی یک سطح صاف نشسته است، یک کلاه داخلی سفید روی یک کلاه داخلی سیاه به سر دارد. اتاقک جلویی متصل به راهرو، به شکل مستطیلی بلند با سقف مثلثی موازی است. در ضلع شرقی و غربی این اتاقک جلویی، اتاقک‌های جانبی وجود دارد. بر روی دیوارهای دو طرف ورودی اتاقک ضلع غربی، محافظان پادشاه، جانگ ها-دوک، رو به روی یکدیگر نقاشی شده‌اند. کتیبه‌ای بالای سر این جانگ ها-دوک وجود دارد که سربندی به نام «چائک» با پیشانی نوک‌تیز به سر دارد. کتیبه بالای جانگ ها-دوک سمت چپ (جنوب) نسبتاً واضح است، اما کتیبه بالای جانگ ها-دوک سمت راست (شمال) فقط یک رد است، بنابراین جزئیات قابل تأیید نیستند. کتیبه سمت چپ جانگ ها دوک ثبت می‌کند که شخصی به نام «دونگ سو» که به مدت ۱۳ سال در این سمت بود، در سن ۶۹ سالگی درگذشت. در دنیای آکادمیک، دو دیدگاه در مورد شخصیت اصلی مقبره شماره ۳ آناک وجود دارد: پادشاه گوگوکوون و دونگ سو. در این مورد به بحث‌های خاص‌تر و مفصل‌تری نیاز است. اتاق ضلع غربی به شکل مستطیلی بلند در جهت شمال به جنوب است. دلیل اینکه دیدن آن به عنوان مقبره دونگ سو دشوار است این است که به عنوان یک جانگ هادوک توصیف شده است که از صاحب مقبره محافظت می‌کند. علاوه بر دونگ سو، جانگ هادوک دیگری در سمت راست وجود دارد. بزرگترین دلیل برای دیدن آن به عنوان دونگ سو این است که مقبره یک مقبره سنگی نیست، بلکه شبیه یک مقبره چینی است. در آن زمان، این منطقه مدت زیادی پس از فتح ناکرانگ و دِبانگون توسط گوگوریو نبود و مردم گوگوریو در این منطقه با مقبره‌های چینی دفن می‌شدند. پس از آنکه گوگوریو ناکرانگ و دِبانگ‌گون را فتح کرد، ساخت مقبره‌های به سبک چینی در این منطقه پس از مقبره شماره ۳ آناک متوقف شد و تنها مقبره‌های به سبک گوگوریو یافت شدند. این نشان می‌دهد که بلافاصله پس از فتح چینی‌های هان، از این سبک برای ساخت مقبره برای اشراف گوگوریو استفاده می‌شده است، اما پس از آنکه آنها به برده و سایر طبقات تحت سلطه تبدیل شدند، ساخت مقبره متوقف شد. همچنین، پس از آن هیچ سابقه‌ای از چینی‌های هان وجود ندارد. 
به دلیل اندازه، محتوای متنوع نقاشی‌های دیواری و کتیبه‌های مقبره آن-آک شماره ۳، علاقه زیادی به صاحب آن وجود داشته است. گفته می‌شود صاحب مقبره آن-آک شماره ۳، مقبره پادشاه میچئون از گوگوریو یا پادشاه گوگوکوون است و دونگ سو یکی از دو ژنرالی است که به پادشاه گوگوکوون خدمت می‌کرد. این موضوع با نوشته‌های جوهری در سمت چپ مشهود است و همچنین یک نوشته جوهری از یک ژنرال دیگر در سمت راست وجود دارد. با این حال، دانشگاهیان چینی و محققان ژاپنی در ژاپن بر اساس نوشته‌های جوهری باقی مانده، دو موضع در مورد مقبره دونگ سو دارند. موضع اینکه این مقبره سلطنتی است بر اساس اندازه مقبره و محتوای نقاشی‌های دیواری، مانند رژه نظامی گوگوریو با بیش از ۲۵۶ سرباز کاملاً مجهز و پرچم‌های سونگ سانگ بئون است. موضعی که آن را به عنوان دونگسو می‌بیند، بر اساس کتیبه جوهری روی نقاشی جانگهادوک در دیوار سمت چپ دیوار غربی اتاق جلویی است که موقعیت رسمی، محل تولد و سال مرگ دونگسو را ثبت کرده است و تصور می‌شود که صاحب مقبره شماره ۳ آن-اک، دونگسو ( ۲۸۹ - ۲۴) نوامبر ۳۵۷ (۲۶ اکتبر، تقویم قمری)) است که به مورونگ هوانگ، قبیله‌ای از ژیانبی از یان سابق خدمت می‌کرد، همانطور که در کتب تاریخی چینی ثبت شده است، در سال ۳۳۶ (ششمین سال سلطنت پادشاه گوگوکوون) به گوگوریو تسلیم شد، به پادشاه گوگوکوون خدمت کرد و در ۲۶ اکتبر ، تقویم قمری ، در سال ۳۵۷ ( بیست و هفتمین سال سلطنت پادشاه گوگوک وون) درگذشت. با این حال، با توجه به اینکه کتیبه دونگسو روی سنگ قبر پشتیبان سنگ قبر نوشته شده است، و نه در سمت چپ جایی که سنگ قبر قرار دارد، و کتیبه سنگ قبر دیگری در سمت راست نوشته شده است، منطقی است که فرض کنیم دونگسو این کتیبه را به عنوان سنگ قبر پشتیبان سنگ قبر نوشته است. 